# وروار قرمزي
وَرْوَار أو وَرْوَر أو خُضَّار قِرْمِزِيّ (الاسم العلمي: Merops nubicus) هو نوع من الطيور يتبع جنس الوروار من فصيلة الوروارية. يوجد في غابات وأدغال إفريقية الغربية.